# Belvosia socia
Belvosia socia là một loài ruồi trong họ Tachinidae.